# Todiramphus gambieri
Todiramphus gambieri, conhecida como martim-caçador-de-mangareva ,  é uma espécie de ave da família Alcedinidae.
É endémica da Polinésia Francesa.
Os seus habitats naturais são: florestas secas tropicais ou subtropicais, plantações e jardins rurais.